# Ярославів Вал, 40
Будівля колишнього Міського училища імені Миколи Терещенка — колишня садиба на Ярославому Валу, 40. Будівля — рідкісний зразок майстерної стилізації форм монументальної архітектури доби Київської Русі.

## Історія
У 1837 році садиба перебувала у власності поміщика Кандиби. Згодом нею володів титулярний радник В. Чернявський. 1858 року його спадкоємці продали ділянку надвірному раднику Я. Прохницькому. 1872 року садибу придбав київський купець першої гільдії М. Гребень. Коли міська управа змінила план Львівської площі, а також територію садиби, домовласник просив владу компенсувати втрати частиною давньоруського валу, розташованого на межі з його ділянкою. Після відмови М. Гребень звернувся до суду. Однак 1884 року після тривалої судової тяганини продав ділянки № 36 і 38. 1898 року частину садиби придбав М. Ждановський. У глибині ділянки він спорудив для себе одноповерховий цегляний флігель. Наріжна ділянка № 40 вважалася міським місцем.
1899 року відомий цукроварник і меценат Микола Терещенко пожертвував кошти на облаштування будівлі для міського парафіяльного училища із чоловічим і жіночим відділеннями, з класами каліграфії, креслення, руханки, малювання, співів і рукоділля для дівчат, ручної праці для хлопців, рекреаційною залою. Після смерті Терещенка благодійницьку справу продовжив його син Олександр. За його кошти викупили садибу М. Ждановського та збудували просторішу будівлю. Загальна сума витрат Терещенків становила 425 тисяч карбованців.
На конкурсі проєктів училища найкращим журі визнало роботу студента Інституту цивільних інженерів Павла Альошина. Остаточний проєкт склав цивільний інженер Павло Голландський.
У вересні 1906 року набрали перших 300 учнів. А 16 грудня 1907 року училище освятили.
Обидва училища — чоловіче № 58 та жіноче № 59 носили ім'я Миколи Терещенка.
У 1918—1919 роках у будинку розмістили Українську державну академію мистецтв, засновану в серпні 1917 року комісією на чолі з мистецтвознавцем Григорієм Павлуцьким. У 1917—1918 роках першим ректором академії був Василь Кричевський (1873—1952). 1918 року ректором став Федір Кричевський (1869—1947). У січні 1919 ректором обрали видатного художника-графіка, педагога, професора академії мистецтв Георгія Нарбута (1886—1920). Факультетами фресок і мозаїк керував Михайло Бойчук, пейзажу — Микола Бурачек, портрету — Михайло Жук, народного мистецтва, орнаменту, архітектури, композиції — Василь Кричевський, портрету, скульптури, побутово-історичного малярства — Федір Кричевський, пейзажу — Абрам Маневич, жанрового живопису — Олександр Мурашко, графіки — Георгій Нарбут. В академії також викладали Федір Ернст, Микола Макаренко, Вадим Модзалевський, Олекса Новаківський, Данило Щербаківський.
У березні 1919 року більшовицька влада закрила академію, а у квітні реквізувала приміщення.
У 1937—1941 роках будівлю віддали Київській артилерійській спецшколі № 13.
1956 року в будинку містилася Київська консерваторія, а з 1965 року — Київський інститут театрального мистецтва імені Івана Карпенка-Карого. Ремонтні роботи тривали майже три роки і навчальний процес розпочався у 1968 році.

## Архітектура
Кам'яниця триповерхова, цегляна, П-подібна у плані. Асиметрична композиція складається з трьох різних секцій. Адміністративна секція із залою на другому поверсі розташована вздовж Ярославого Валу, навчальна з класами — вздовж Львівської площі, третя, службова, — в тилу ділянки.
Оформлений у стилі давньоруської архітектури. Поверхня стін має ярусне членування. Фасад розділений за допомогою двокольорової цегли, змінами фактури поверхні, ритму й розміру вікон.
Цоколь облицьовано гранітом. На першому поверсі, оздобленому рожевим тиньком, можна спостерігати імітацію «опус мікстум». На другому поверсі — нетинькована цегляна поверхня. З нею контрастує рельєфне орнаментальне мурування третього поверху.
Парадний вхід, який підкреслений ризалітом, позначений монограмою «М. Т.» (Микола Терещенко), і маленьким сонечком. Монограма Олександра Терещенка — на верхній частині фасаду. На фасаді є також дати будівництва: «1905—1907».

## Галерея

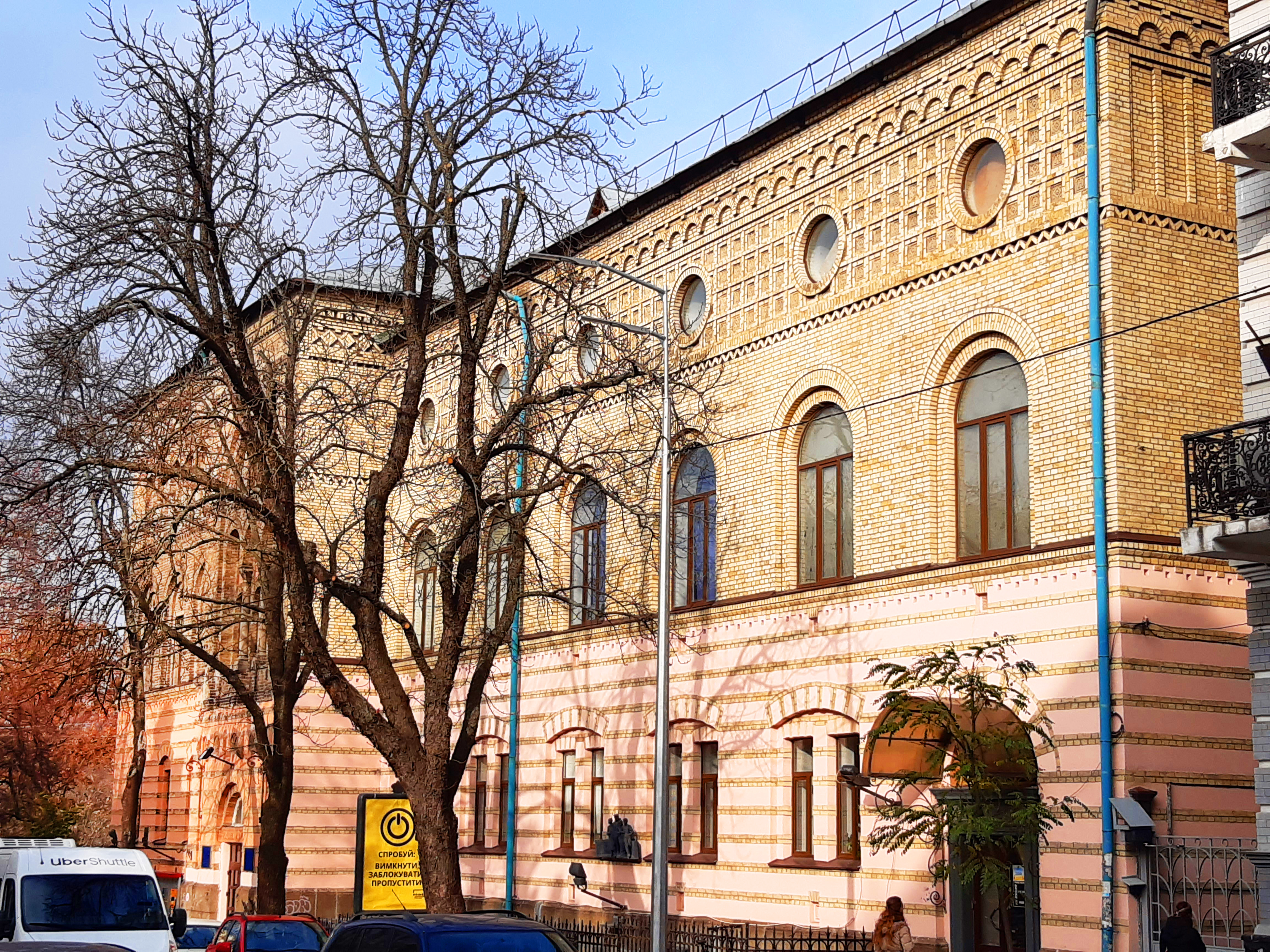
Будинок колишнього парафіяльного училища імені Терещенка
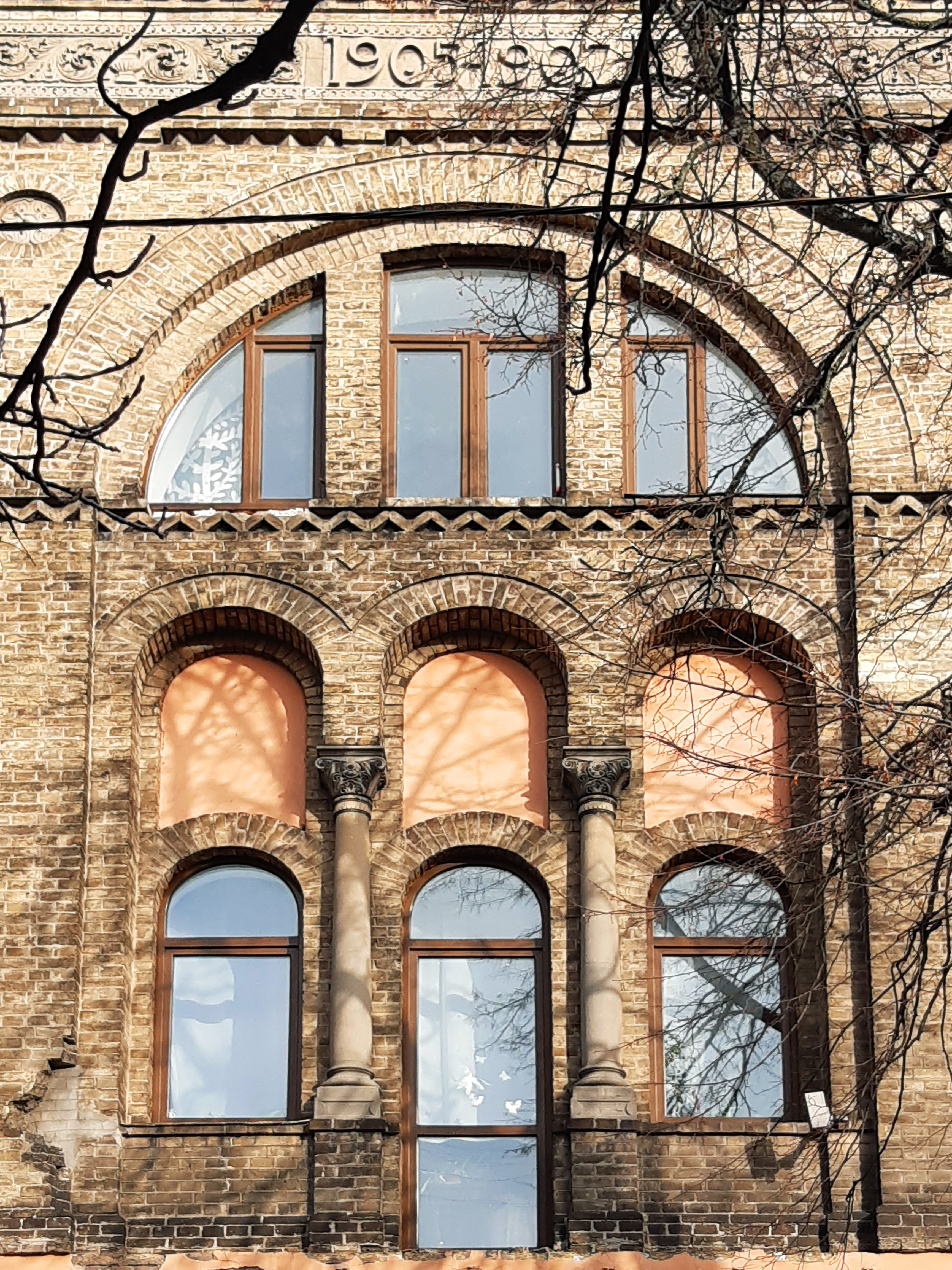
Фасад будинку
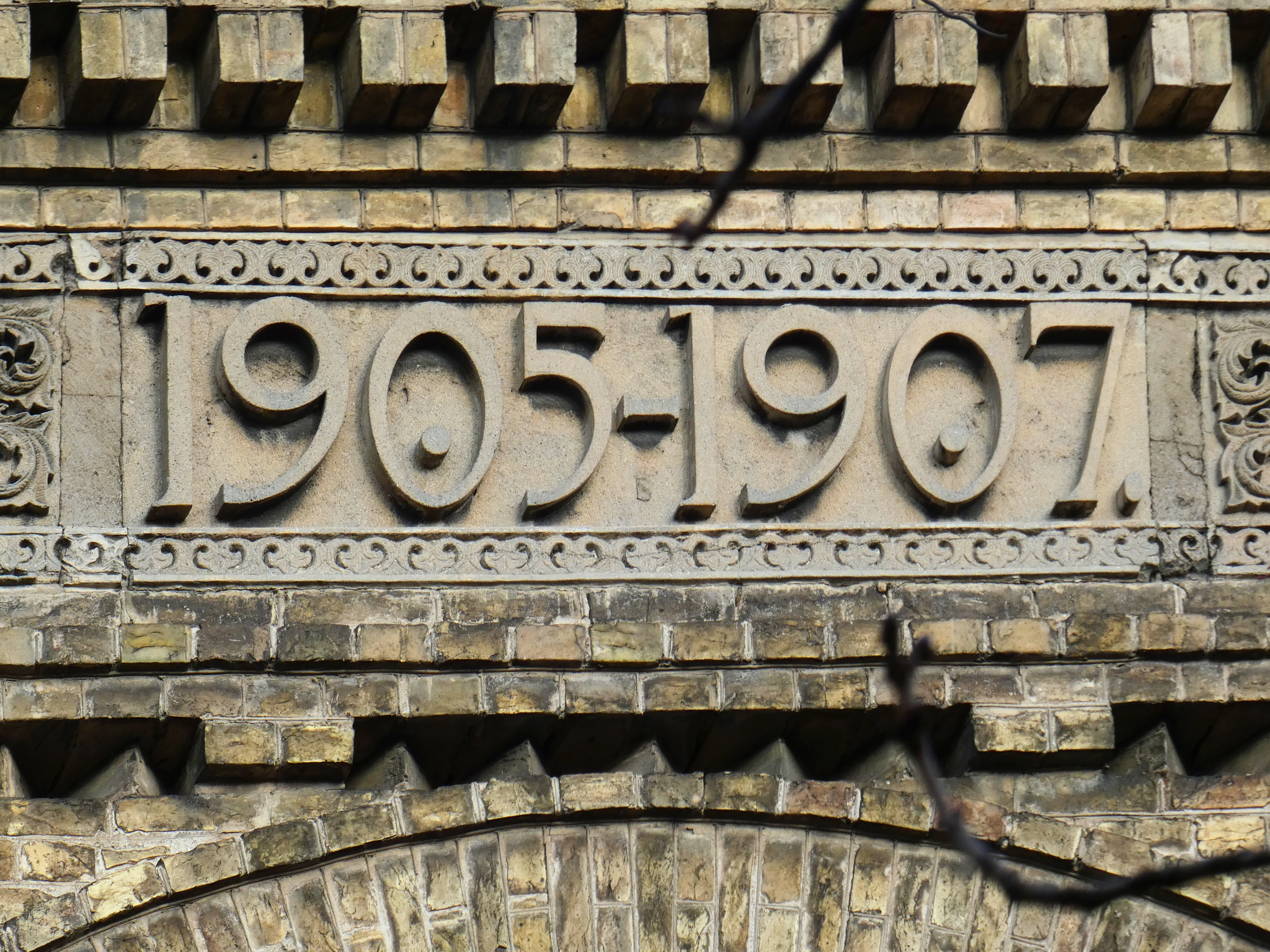
Дата будівництва
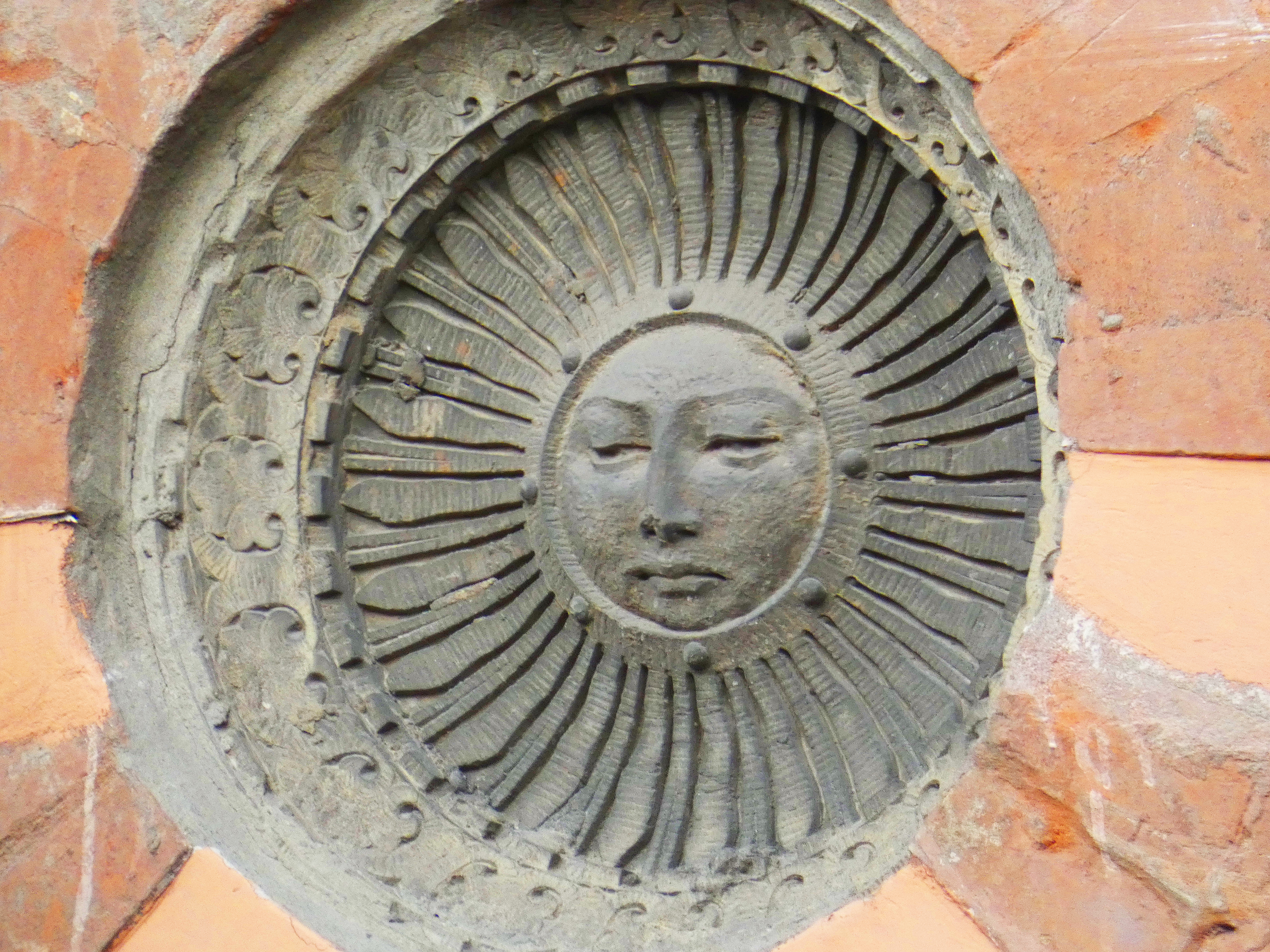
Декор
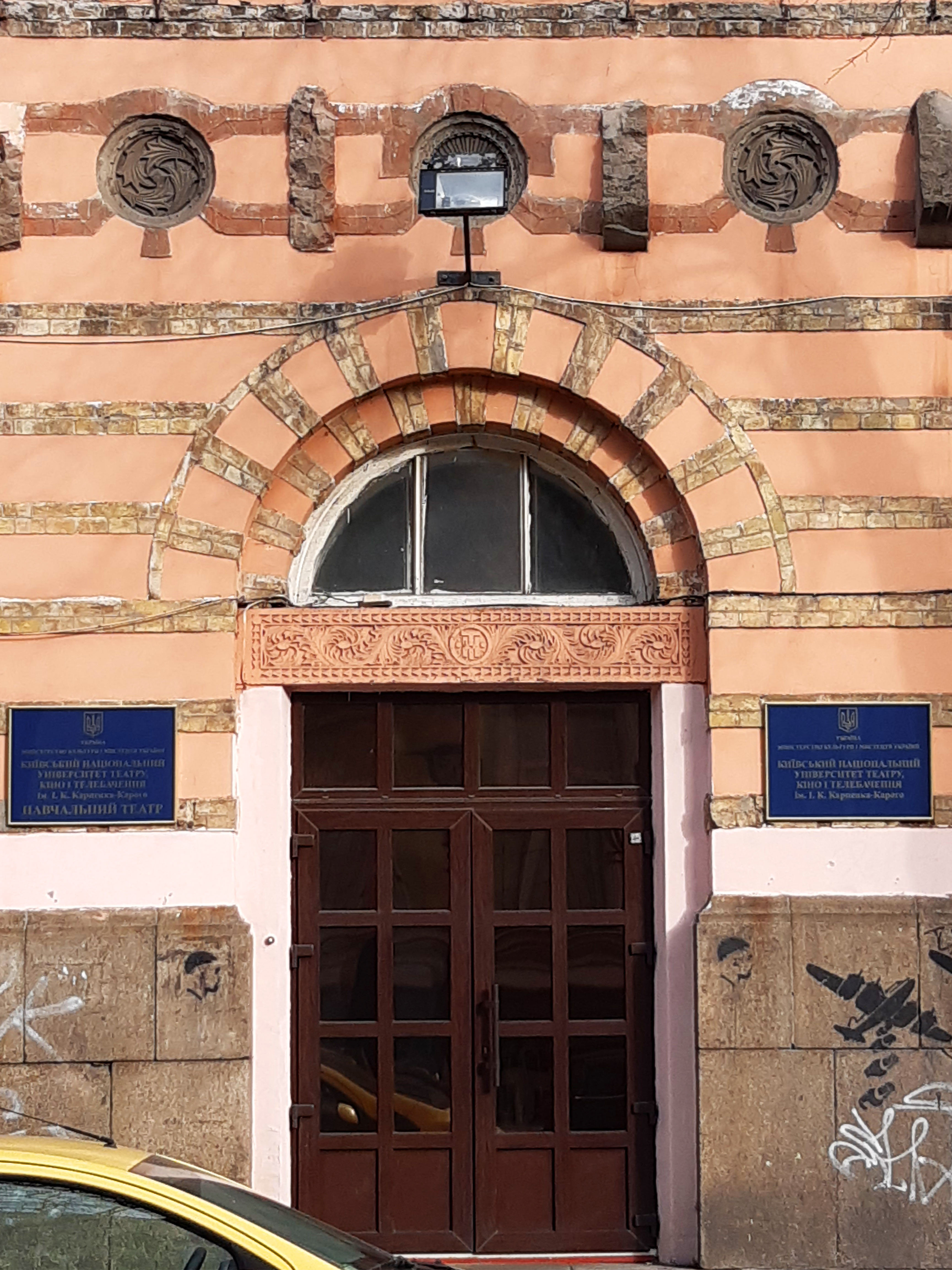
Монограма «М. Т.» (Микола Терещенко) над входом